# Via Funchal
O Via Funchal foi um espaço de eventos localizado na cidade de São Paulo. Ficava localizado no bairro da Vila Olímpia e recebeu, com frequência, shows e espetáculos musicais nacionais e internacionais entre 1998 e 2012. Possuía 6 000 m² de área.

## Descrição
Foi considerada por alguns a mais completa casa para eventos em São Paulo. O Via Funchal possuía capacidade para abrigar cerca de 6 mil pessoas em pé e 3 200 pessoas sentadas. Realizava festas, congressos, convenções, formaturas, confraternizações, lançamento de produtos, desfiles de moda e feiras. Possuía também um estacionamento interno com mais de 2 mil m² e isolamento acústico, que podia ser usado em conjunto com a plateia, possibilitando a criação de uma área anexa ao evento, utilizada, por exemplo, para uma feira de exposições.
Acumulou em sua trajetória cerca de 1 300 shows e 800 eventos, atraindo um público de mais de 3,8 milhões de pessoas. Dois dos eventos mais importantes da TV anualmente no país aconteceram no Via Funchal pelo menos uma vez: o Teleton 2000 nos dias 1 e 2 de setembro (onde na oportunidade o Via Funchal doou 100 mil reais), e o Miss Brasil 2003 onde Thaísa Thomsem, de Santa Catarina, coroou Gislaine Ferreira, do Tocantins.

## História
Fundado pelos irmãos Cássio e Jorge Maluf, teve o Ballet de Tóquio como primeira atração em 10 de setembro de 1998. A cenografia foi projetada pelo arquiteto Marcos Flaksman, sócio da Flaksman Pini Vergara, uma empresa de arquitetura de espetáculo e que presta serviços para teatro, TV e cinema. A acústica foi planejada por Schaia Akkerman, sócio da Acústica Engenharia. E a iluminação era assinada por Theo Kondos, sócio-presidente da Theo Kondos Associates Incorporated e membro da International Association Of Lighting Designers e do American Society Of Interior Designers.

## Premiações 2011/2012
O Via Funchal foi eleito pelas revistas VEJA SP e Época[carece de fontes?] como a melhor casa de shows de São Paulo: "Seja em pé, acomodado no mezanino ou sentado em uma das 401 mesas servidas por garçons no térreo, quem compra o ingresso quase sempre saía contente por ter conseguido acompanhar todos os movimentos do artista no palco de 20 metros de extensão. Isso acontecia graças à plateia construída em desnível de 15 centímetros entre cada um dos doze pisos. Não à toa, o Via Funchal atingiu as maiores notas nos quesitos visibilidade e conforto."
Apesar da baixa avaliação no item estacionamento — o serviço de valet era caro (até 50 reais) e demorado (em média, espera-se trinta minutos) —, obteve a maior pontuação geral e sagrou-se a número 1 das grandes casas de shows.

## Fim da casa de shows
O Via Funchal encerrou sua atividades em dezembro de 2012. A casa de shows foi vendida por mais de 100 milhões de reais para a construtora Toledo Ferrari após a valorização da região da Vila Olímpia. No local foram construídos prédios comerciais e residenciais.